# هارولد فاکس (بازیکن بسکتبال)
هارولد فاکس (انگلیسی: Harold Fox؛ زادهٔ ۲۹ اوت ۱۹۴۹) بازیکن بسکتبال اهل ایالات متحده آمریکا است.